# Infección subclínica

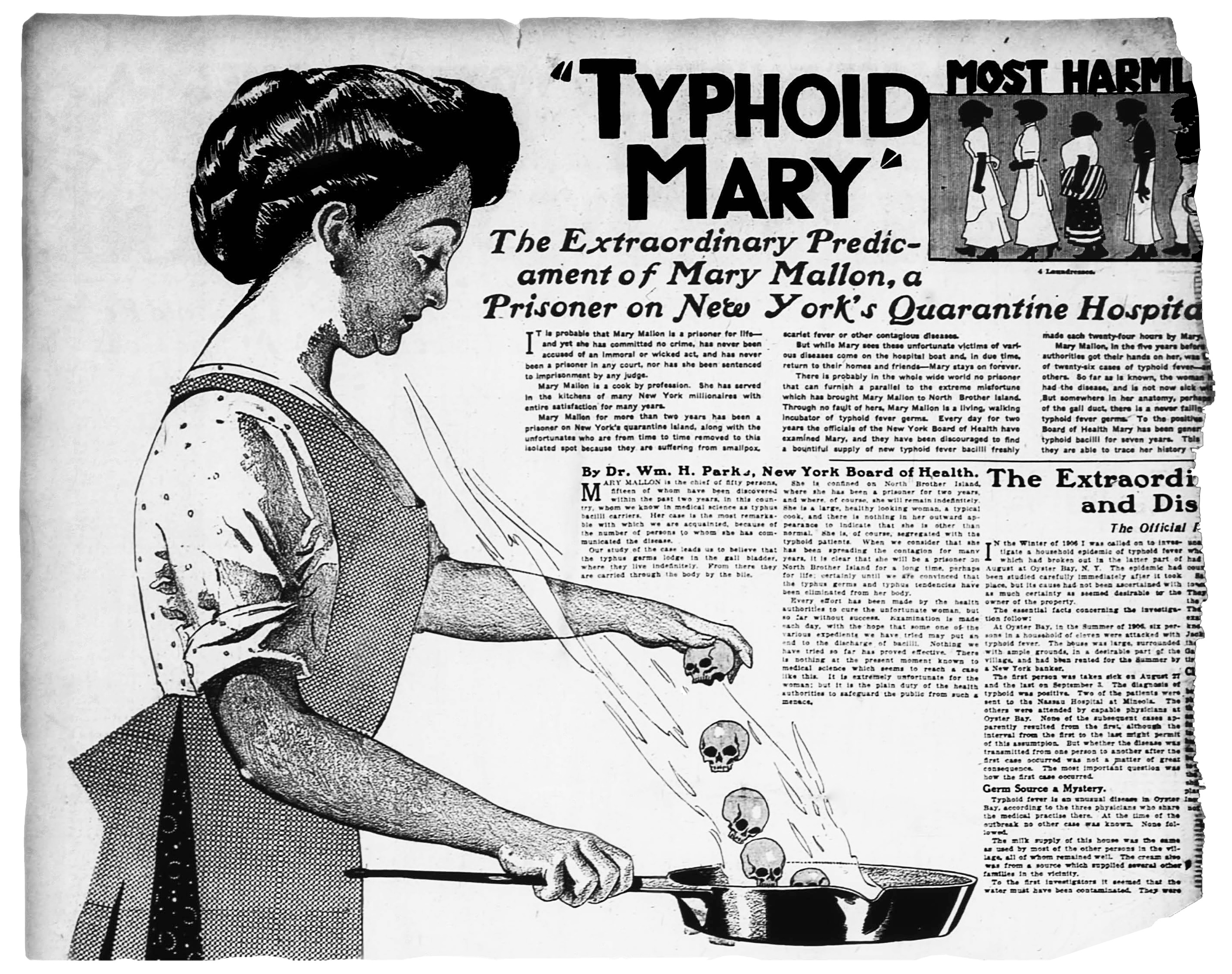
Typhoid Mary, fotografiada arriba en un tabloide de 1909, fue un famoso caso de infección subclínica por Salmonella enterica serovar.

Una infección subclínica - a veces denominada preinfección o infección inaparente - es una infección por un patógeno que provoca pocos o ningún signo o síntoma de infección en el huésped. Las infecciones subclínicas pueden darse tanto en humanos como en animales.Dependiendo del patógeno, que puede ser un virus o un parásito intestinal, el huésped puede ser infeccioso y capaz de transmitir el patógeno sin desarrollar nunca síntomas; a este huésped se le denomina portador asintomático. Muchos agentes patógenos, como el VIH, la fiebre tifoidea y coronavirus como el COVID-19, se propagan en sus poblaciones huéspedes a través de la infección subclínica.
No todos los huéspedes de infecciones subclínicas asintomáticas se convertirán en portadores asintomáticos. Por ejemplo, los huéspedes de la bacteria Mycobacterium tuberculosis sólo desarrollarán tuberculosis activa en aproximadamente una décima parte de los casos;  la mayoría de los infectados por la bacteria Mtb tienen tuberculosis latente, un tipo de tuberculosis no infecciosa que no produce síntomas en individuos con respuestas inmunes suficientes. 
Debido a que las infecciones subclínicas a menudo ocurren sin un signo manifiesto final, en algunos casos su presencia sólo se identifica mediante cultivos microbiológicos o técnicas de ADN como las pruebas de reacción en cadena de la polimerasa (PCR).  

## Transmisión

### En humanos
Muchos patógenos se transmiten a través de sus poblaciones de huéspedes con pocos o ningún síntoma, incluidas las infecciones de transmisión sexual como la sífilis y las verrugas genitales. En otros casos, un huésped puede desarrollar más síntomas a medida que la infección avanza más allá de su período de incubación.  Estos huéspedes crean un reservorio natural de individuos que pueden transmitir un patógeno a otros individuos. Debido a que los casos a menudo no llegan a la atención clínica, las estadísticas de salud frecuentemente no pueden medir la verdadera prevalencia de una infección en una población. Esto impide un modelado preciso de su transmisibilidad.  

### En animales
Algunos patógenos animales también se transmiten a través de infecciones subclínicas. Las cepas A(H5) y A(H7) de la gripe aviar se dividen en dos categorías: virus de la gripe aviar de baja patogenicidad (IABP) y virus de la gripe aviar de alta patogenicidad (IAAP).
Mientras que los virus de la gripe aviar de alta patogenicidad tienen una tasa de mortalidad muy alta para los pollos,los virus de la gripe aviar de baja patogenicidad son muy leves y producen pocos síntomas, si es que producen alguno; los brotes en una manada pueden pasar desapercibidos sin pruebas continuas.
Los patos silvestres y otras aves acuáticas son portadores asintomáticos de la gripe aviar, en particular de la IAAP, y pueden infectarse sin mostrar signos de enfermedad.La prevalencia de infección subclínica por IAAP en aves acuáticas ha contribuido al brote internacional del virus H5N8 altamente letal que comenzó a principios de 2020.  

## Patógenos que se sabe que causan infección subclínica
Se sabe que los siguientes patógenos (junto con sus enfermedades sintomáticas) se transmiten de forma asintomática, a menudo en un gran porcentaje de la población huésped potencial:
| - Baylisascaris procyonis - Bordetella pertussis (tos ferina o tos convulsa) - Chlamydia pneumoniae - Chlamydia trachomatis (clamidia) - Clostridium difficile - Cyclospora cayetanensis - Virus dengue - Dientamoeba fragilis - Entamoeba histolytica - Escherichia coli enterotoxigénica - Virus de Epstein-Barr - Escarlatina - Helicobacter pylori - Herpes simplex (herpes oral, herpes genital, etc.) - HIV-1 (HIV/AIDS) - Influenza (cepas) - Legionella pneumophila (legionelosis) | - Sarampión viruses - Mycobacterium leprae (lepra) - Mycobacterium tuberculosis (tuberculosis) - Neisseria gonorrhoeae (gonorrea) - Neisseria meningitidis (meningitis) - Nontyphoidal Salmonella - Norovirus - Poliovirus (poliomielitis) - Plasmodium (malaria) - Virus de la rabia - Rhinovirus (resfriado común) - Salmonella enterica serovar Typhi (fiebre tifoidea) - SARS-CoV-2 (COVID-19) y otros coronavirus - Staphylococcus aureus - Streptococcus pneumoniae (neumonía bacteriana) - Treponema pallidum (sífilis) |

## Otras lecturas
- Endara, Pablo; Trueba, Gabriel; Solberg, Owen D.; Bates, Sarah J.; Ponce, Karina; Cevallos, William; Matthijnssens, Jelle; Eisenberg, Joseph N.S. (April 2007). «Symptomatic and Subclinical Infection with Rotavirus P[8]G9, Rural Ecuador». Emerging Infectious Diseases 13 (4): 574-580. PMC 2391297. PMID 17553272. doi:10.3201/eid1304.061285.